# Beugeprobe
Die Beugeprobe ist eine Untersuchung, bei der durch Erkrankungen oder degenerative Veränderungen des Beinapparates von Pferden verursachtes Lahmen festgestellt wird. Die Beugeprobe an allen vier Beinen ist eine bei Lahmheiten oft angewandte Untersuchungsmethode, meist auch wichtiger Bestandteil einer Ankaufsuntersuchung. Ihre Aussagekraft wird von Experten aufgrund einer hohen Fehlerquote oft in Zweifel gezogen.

## Durchführung
Zur Durchführung der Beugeprobe wird das Bein des Pferdes für etwa 60 Sekunden stark angewinkelt, danach lässt man das Pferd sofort antraben. Dabei lassen sich sonst nicht auf Anhieb erkennbare Lahmheiten erkennen.